# Anton Iwanowitsch Lopatin

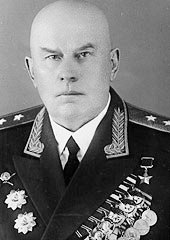
Anton Iwanowitsch Lopatin

Anton Iwanowitsch Lopatin (russisch Антон Иванович Лопатин; * 6. Januarjul. / 18. Januar 1897greg. im Dorf Kamenka, heute Rajon Brest, Belarus; † 9. April 1965 in Moskau) war ein sowjetischer Generalleutnant (1942) und wurde im Zweiten Weltkrieg als Held der Sowjetunion ausgezeichnet.

## Leben

### Militärische Karriere
Aus einer Bauernfamilie stammend, wurde er 1916 während des Ersten Weltkrieges zur zaristischen Armee einberufen und an der Südwestfront eingesetzt. Im Russischen Bürgerkrieg trat er 1919 der Roten Armee bei und wurde auch Mitglied der Kommunistischen Partei. Er kämpfte seit November 1919 im Verband der 1. Roten Reiterarmee gegen die Weißgardisten unter Denikin und Wrangel. Beim 21. Kavallerie-Regiment der 4. Kavalleriedivision kämpfte er 1920 an der Westfront gegen Polen. Im Jahr 1927 absolvierte er einen Kommandeurslehrgang der Kavallerieschule in Leningrad, um danach als stellvertretender Kommandeur des 21. Reiterregiments zu fungieren. Im Dezember 1930 übernahm er die Leitung der militärischen und wirtschaftlichen Versorgung der 4. Kavalleriedivision. Im November 1931 kommandierte er das 39. und ab Dezember 1936 das 32. Kavallerieregiment, im Juli 1937 wurde er Kommandeur der 6. Kavalleriedivision. Am 17. Februar 1938 wurde er zum Oberst befördert. Seit September 1938 unterrichtete er Taktik an der Kavallerieschule und bis Juli 1939 diente er als Kavallerieinspektor im Militärbezirk Transbaikalien. Am 4. Juni 1940 erhielt er den Rang des Generalmajors und übernahm als Stellvertreter das Kommando der 15. Armee an der Fernost-Front. Nach Europa zurückgekehrt, wurde er am 15. November 1940 zum Kommandeur des 31. Schützenkorps des Besonderen Militärbezirks Kiew ernannt.

### Im Deutsch-Sowjetischen Krieg
Zu Beginn des Großen Vaterländischen Krieges lag sein 31. Schützenkorps im Rahmen der 5. Armee bei der Südwestfront im Raum Luzk. Im September 1941 nahm er an der Schlacht um Kiew teil. Am 20. August erhielt er die Führung des 6. Schützenkorps und Ende Oktober 1941 übernahm er bei der Südfront das Kommando über die zweite Formation der 37. Armee. Anfang Dezember erreichte seine Armee zusammen mit der 9. Armee durch Gegenangriffe gegen die Flanke der deutschen 1. Panzerarmee die Rückeroberung von Rostow am Don. Am 27. März 1942 wurde er zum Generalleutnant ernannt. Vom 24. Juni bis zum 14. Juli 1942 kommandierte er die 9. Armee an der Südwestfront, die vergeblich versuchte, den deutschen Vormarsch am Donbogen einzudämmen. Am 3. August 1942 übernahm er das Kommando der 62. Armee am Don, die zum Schutz von Stalingrad der deutschen 6. Armee entgegentrat und in der Kesselschlacht von Kalatsch geschlagen wurde. Vom 14. Oktober 1942 bis zum 10. März 1943 befehligte er bei der Nordwestfront zunächst die 34. Armee, danach die 11. Armee bis 14. Juli und nahm an der Offensive bei Staraja Russa teil. Am 25. September 1943 übernahm er für einen Monat bei der Kalininfront die Führung der 20. Armee. Seit Januar 1944 zum stellvertretender Kommandeur der 43. Armee berufen, nahm er mit der 1. Baltischen Front an der Operation Bagration teil. Am 22. Juli 1944 wurde ihm auf persönlichen Wunsch das Kommando über das 13. Garde-Schützenkorps übergeben, was in seiner bisherigen Karriere einem Abstieg gleichkam.
Im Herbst 1944 nahm er im Rahmen der 3. Weißrussischen Front an der Befreiung der baltischen Staaten und im Januar 1945 an der Schlacht um Ostpreußen teil. Im April 1945 nahmen seine Truppen am Sturm auf Königsberg teil, kämpften dann die Südküste der Samland-Halbinsel frei und besetzten Groß Heydekrug und Zimmerbude. Am 19. April 1945 wurde er mit dem Titel Held der Sowjetunion ausgezeichnet.
Im Juli 1945 wurde er Kommandant des separaten 2. Schützenkorps bei der Transbaikalfront. Am 9. August über den Argun zum Angriff schreitend, überquerten seine beiden Divisionen den Chairchan, legten in vier Tagen 180 Kilometer zurück und nahmen Verbindung mit Teilen der 36. Armee auf. Im Raum Yakeshi schnitt er den Fluchtweg der Japaner ab und brachte 6000 Gefangene ein.

### Nachkriegszeit
An der Moskauer Siegesparade von 1945 nahm er im Range eines Generalleutnants als Kommandeur des kombinierten Regiments der 1. Baltischen Front teil. Nach dem Krieg absolvierte er 1946 Höhere Lehrveranstaltungen an der Woroschilow-Militärakademie, danach kommandierte er die 7. Gardearmee im Militärbezirk Transkaukasus. Im April 1947 wurde er Kommandant des 13. Schützenkorps und im September 1947 wurde er stellvertretender Kommandant im Transkaukasus. Im Juli 1949 wurde er Kommandeur des 9. Garde-Schützenkorps im Militärbezirk Belarus. Im Januar 1954 wechselte er wegen einer Krankheit aus dem aktiven Dienst in den Ruhestand. Er verstarb 1965 in Moskau und wurde auf dem Nowodewitschi-Friedhof begraben.
Lopatin war dreimal mit dem Lenin-Orden, dreimal mit dem Rotbannerorden, zweimal mit dem Kutusoworden 1. Klasse sowie dem Orden des Roten Sterns und anderen Medaillen ausgezeichnet worden.